# Helius (Eurhamphidia) indivisus
Helius (Eurhamphidia) indivisus is een tweevleugelige uit de familie steltmuggen (Limoniidae). De soort komt voor in het Oriëntaals gebied.